# Monte Santa Maria Tiberina

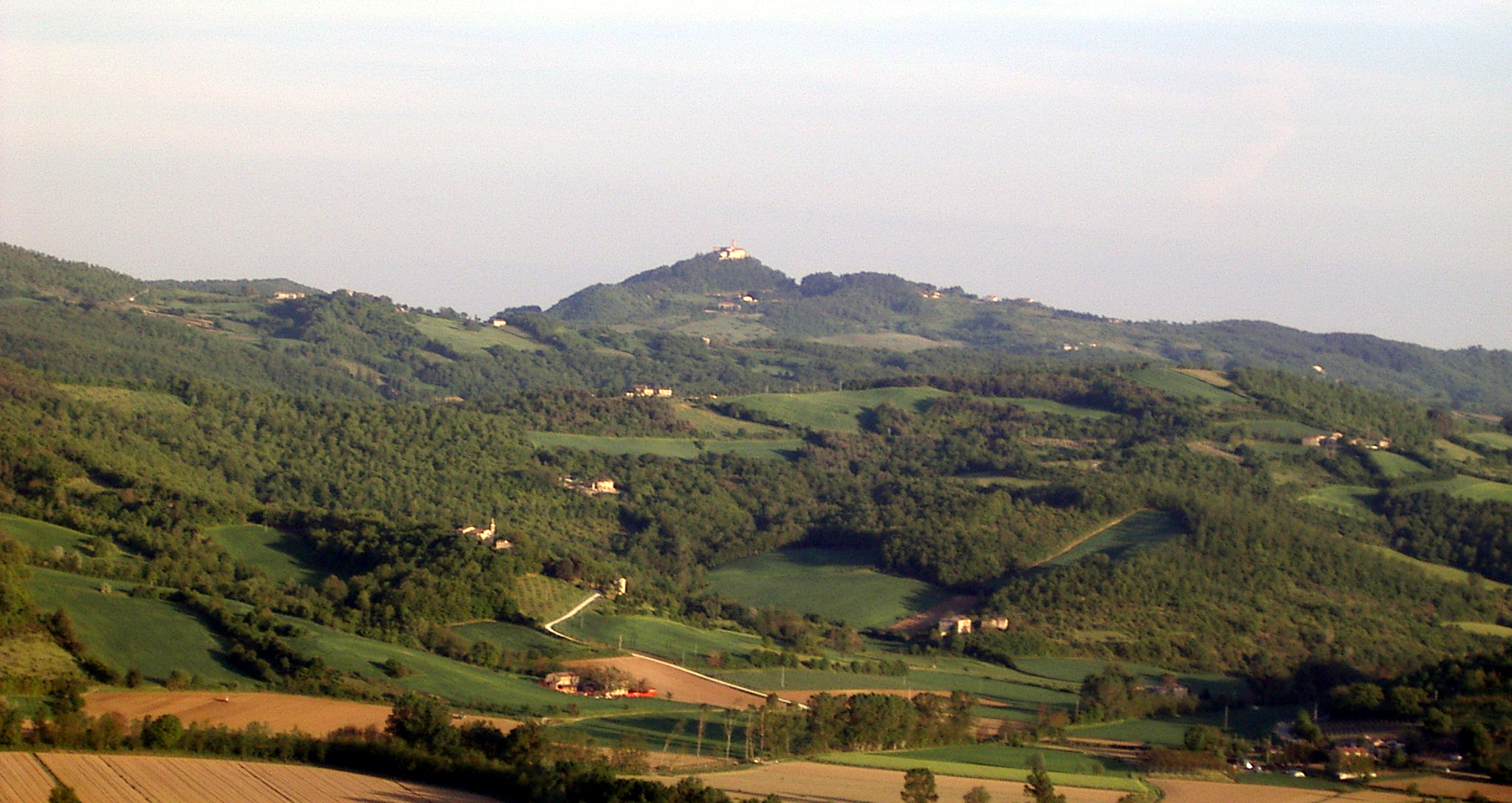
Vue du mont depuis Monterchi

Monte Santa Maria Tiberina est une commune italienne d'environ 1 200 habitants, située dans la province de Pérouse, dans la région Ombrie, en Italie centrale.

## Géographie
Située à une altitude de 688 m sur le sommet d'un mont dominant la Valtiberina ombrienne, près de Città di Castello, Monte Santa Maria Tiberina possède la structure typique des bourgs fortifiés médiévaux. Les édifices sont à « double façade », un côté donnant sur la voie unique qui parcourt le sommet et l'autre vers la versant qui protège le bourg.

## Histoire
L'origine du bourg de Monte Santa Maria Tiberina est très ancienne. Comme en témoignent les sites voisins de Fabbrecce et Trestina où ont été trouvés au XXe siècle des objets votifs en bronze, c'est certainement un village étrusque situé sur la rive droite du Tibre assurant une position avancée pour le commerce avec les régions voisines de l'Ombrie.
À partir du XIe siècle, la cité était le fief des marquis del Monte descendants des marquis del Colle, venus en Italie à la suite des Francs et qui ont conquis une grande partie de la Haute Vallée du Tibre en construisant des châteaux et des forteresses dans des points stratégiques.
En 1198 à cause d'un conflit avec le pape Innocent III, le château est détruit et promptement reconstruit. En 1355, le marquisat de Monte Santa Maria (it) est reconnu comme fief souverain du Saint-Empire. Les descendants des différentes branches de la famille le dirigent jusqu'en 1815, lorsque le congrès de Vienne l'attribue au grand-duc Ferdinand de Toscane, mettant fin au règne des Bourbon del Monte.
En 1859, Monte Santa Maria Tiberina entre dans le royaume d'Italie.

## Économie
L'économie du pays est basée principalement sur le tourisme et les produits provenant de la forêt et de l'agriculture dite « pauvre », comme la culture de l'olive et de la vigne, l'élevage de bovins, moutons, chèvres et dernièrement, grâce à l'émergence de nombreux gîtes ruraux, du cheval.
La truffe noire de Monte Santa Maria Tiberina est très renommée.

## Culture
- Palazzo Museo del Marchesato Imperiale, Musée du palais des Bourbon del Monte, édifice historique et témoin de l'histoire millénaire de Monte Santa Maria Tiberina.

## Monuments et patrimoine
- Forteresse médiévale
- Palais de Bourbon del Monte

## Fêtes, foires
- Festa d'autunno, une fête annuelle ayant lieu généralement les 15, 16,17 octobre ayant pour thème les produits du bois, l'art et folklore local.
- Sagra della Porchetta, une fête annuelle se déroulant du jeudi au premier dimanche d'août: dégustation de plats locaux, cochonnet cuit au four, haricots à la couenne de porc.

## Administration
| Période                                  | Période  | Identité      | Étiquette                        | Qualité |
| ---------------------------------------- | -------- | ------------- | -------------------------------- | ------- |
| 15/04/2008                               | En cours | Romano Alunno | lista civica Patto per il Comune |         |
| Les données manquantes sont à compléter. |          |               |                                  |         |

### Hameaux
Gioiello, Lippiano, Marcignano

### Communes limitrophes
Arezzo, Città di Castello, Monterchi

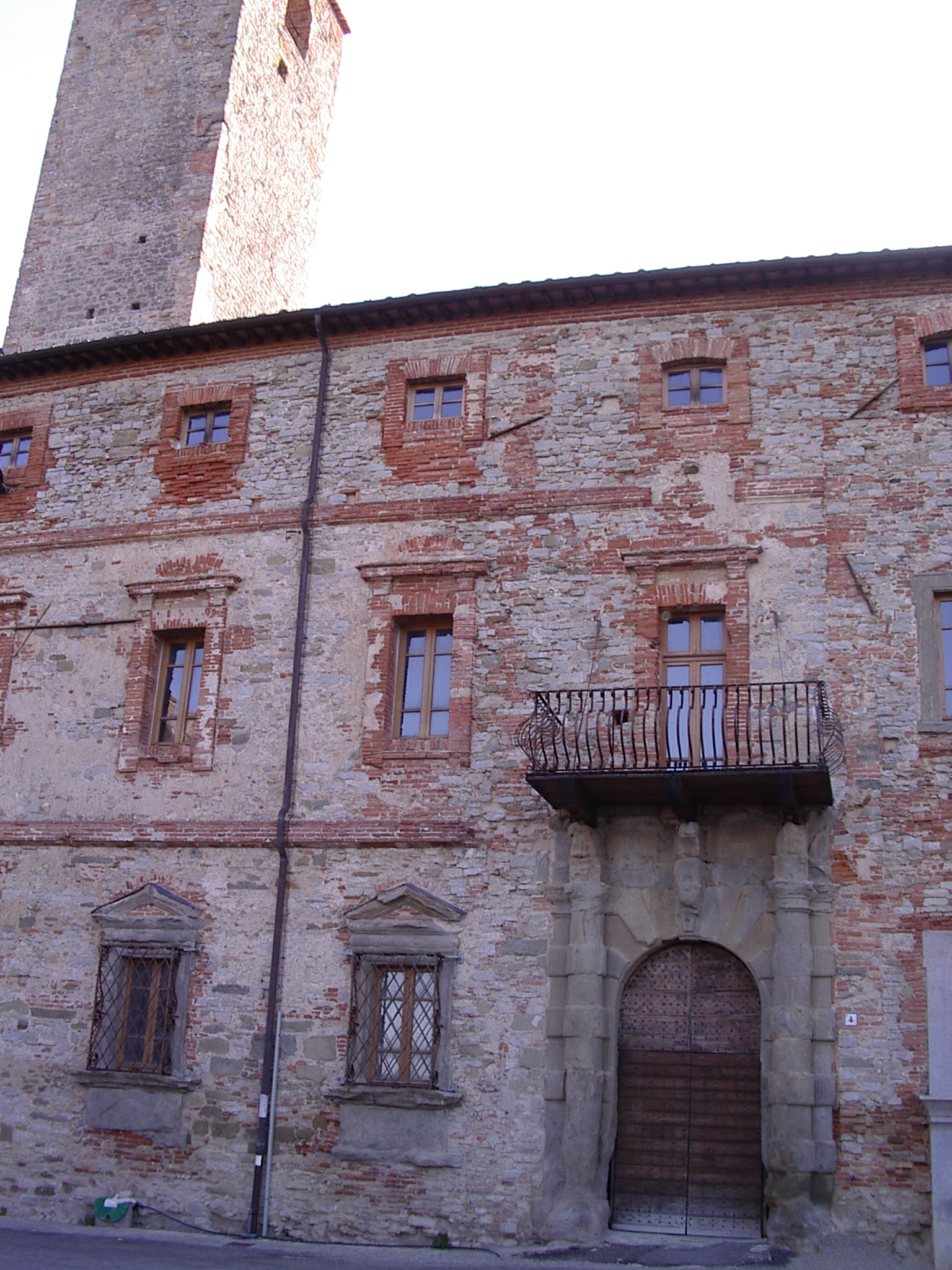
Palais musée Bourbon del Monte
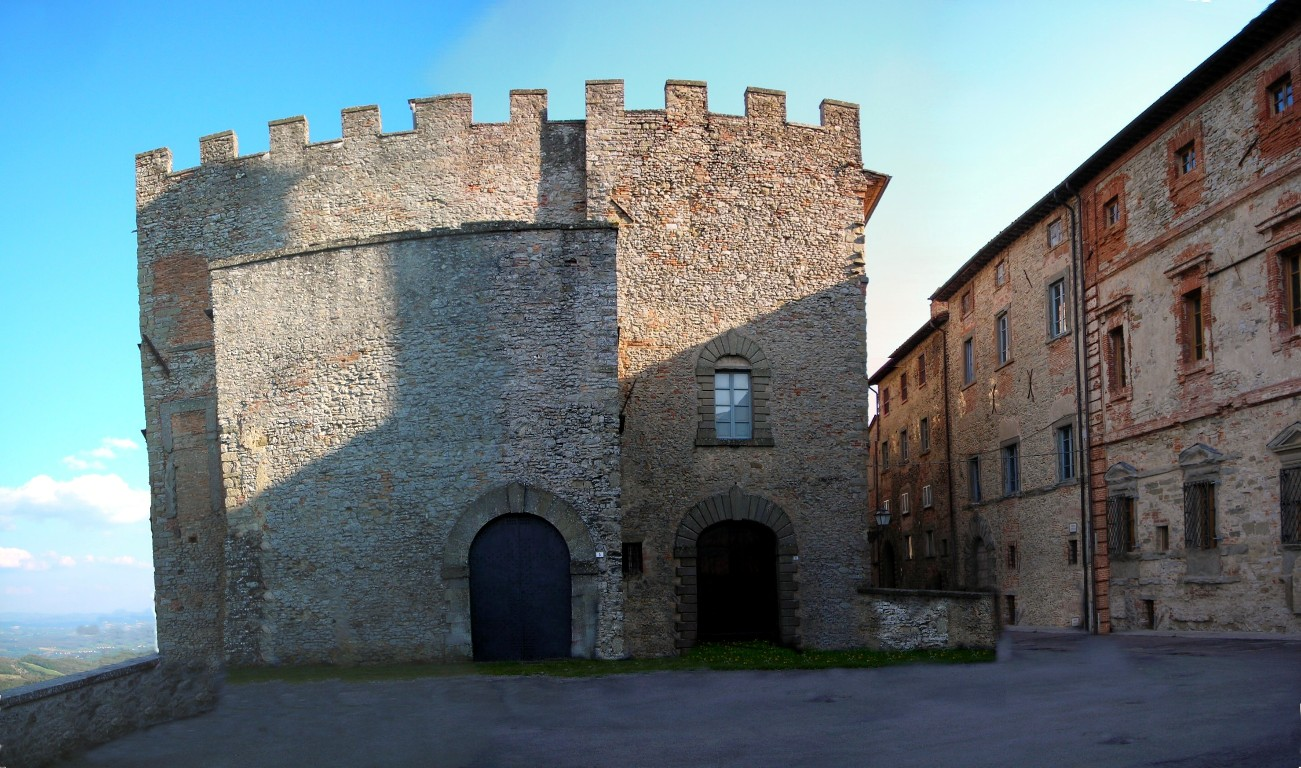
La forteresse.